# Arflinafurgga
Arflinafurgga är ett bergspass i Schweiz. Det ligger i distriktet Plessur och kantonen Graubünden, i den östra delen av landet, 170 km öster om huvudstaden Bern. Arflinafurgga ligger 2 246 meter över havet.